# Sincronoscopio
Il sincronoscopio è uno strumento che fornisce, visivamente, la condizione di sincronismo tra due circuiti, o meglio indica quando non esiste più differenza angolare nelle fasi tra due circuiti.
Non è un vero e proprio strumento di misura, in quanto non misura nessuna grandezza elettrica.
È necessario quando dobbiamo inserire un alternatore sincrono su una linea elettrica già alimentata. Questa è una condizione abbastanza comune, gli alternatori vengono disinseriti e poi reinseriti alla rete elettrica per vari motivi.
Vediamone alcuni di questi motivi:
- manutenzione o guasti ai vari organi della centrale,
- centrali che funzionano solo per alcune ore della giornata (centrali a super regolazione, centrali idriche, ecc)
- centrali che funzionano solo per alcuni periodi dell'anno (centrali ad acqua fluente, ecc)
- centrali che funzionano solo quando si avverano condizioni particolari (centrali eoliche, centrali maremomotrici, ecc)

Da tutto ciò si deduce che risulta indispensabile uno strumento atto a rimettere in sincronismo un generatore rispetto alla rete (che è rimasta in tensione) per poi poterli collegare tra loro (comunemente si dice "collegarli in parallelo").
Se l'inserimento non avviene quando c'è la concordanza delle fasi (tra l'alternatore e la linea principale) l'alternatore si può guastare sia nelle parti elettriche che in quelle meccaniche.
I sincronoscopi si dividono in due grandi famiglie.
- Sincronoscopi elettrodinamici
- Sincronoscopi ad ago rotante

## Sincronoscopi elettrodinamici
I sincronoscopi elettrodinamici sono composti, (vedi strumenti di misura per grandezze elettriche), da due bobine. Una bobina è fissa l'altra è mobile. Una bobina viene alimentata, attraverso un'opportuna resistenza, dalla tensione di due morsetti corrispondenti alla linea principale dopo l'interruttore di parallelo (la linea possiede tre fasi: fase U, fase V, fase Z. La bobina è alimentata, per esempio tra le fasi U e V).
L'altra bobina è alimentata, attraverso una opportuna induttanza dai due morsetti corrispondenti a quelli della linea principale, ma prelevati prima dell'interruttore di parallelo cioè prelevati all'uscita dell'alternatore (la linea possiede tre fasi: fase U', fase V', fase Z'. La bobina è alimentata, seguendo l'esempio di prima, tra le fasi U' e V').
In questo modo abbiamo due correnti dove la prima è in fase alla tensione della linea principale e la seconda è in quadratura rispetto alla tensione esistente sull'alternatore.
Se esiste concordanza di fase (cioè esiste il sincronismo, per cui è possibile effettuare il parallelo tra la linea e l'alternatore) l'ago dello strumento rimarrà immobile al centro del quadrante.
Se, invece, non esiste concordanza di fase (per cui non si può effettuare il parallelo) la bobina mobile tenderà a deviare a destra o a sinistra rispetto al centro dello strumento (questo dipende se le tensioni sono in anticipo o in ritardo rispetto all'impianto principale).
Se, modificando alcuni parametri dell'alternatore viene a ristabilirsi il sincronismo, l'ago si riposizionerà al centro dello strumento.
Nel caso che le due frequenze siano leggermente diverse, l'indice dello strumento oscillerà attorno al centro dello strumento con una frequenza che è data dalla differenza delle frequenze (la frequenza della linea e la frequenza dell'alternatore sincrono). In questo caso bisognerà,
prima ritrovare l'identica frequenza e poi cercare la condizione di sincronismo.

Vi faccio notare che nel primo caso (mancanza di sincronosmo, ma identica frequenza) l'indice devierà da una parte, nel secondo caso (mancanza di sincronismo e frequenze leggermente diverse) l'indice oscillerà attorno alla posizione centrale.

## Sincronoscopi ad ago rotante
I sincronoscopi ad ago rotante sono composti da un piccolo motore che può ruotare in entrambi i versi. Anche in questo caso è alimentato delle due tensioni esistenti (quella dell'impianto principale e quella del generatore sincrono).
Senza entrare troppo nei particolari tecnici, sul rotore di questo piccolo motore è presente un indice.
Se la differenza tra le frequenze è molto elevata il rotore non sarà in grado di muoversi per l'inerzia dello strumento.
Se invece la differenza è abbastanza contenuta il rotore ruoterà alla velocità data dalla differenza delle frequenze e più che la frequenza del nostro alternatore si avvicina alla frequenza della rete e più che il rotore tenderà a ruotare lentamente.
Il verso di rotazione del sincronoscopio ad ago rotante dipende da quale delle due frequenze è maggiore.
Quando la frequenza del nostro alternatore è identica alla frequenza della linea il rotore si arresterà in una certa posizione dipendente dalla differenza delle fasi tra le due tensioni. L'uguaglianza di frequenza e di fase (che è quello che stiamo cercando) si ottiene solo quando l'ago dello strumento si fermerà in un punto ben preciso segnato sullo strumento (di solito una freccia posta in verticale).

## Inserzione pratica di un alternatore sincrono su una linea elettrica in tensione
Se si deve fare praticamente l'inserimento di un alternatore su una linea già in tensione il sincronoscopio è uno strumento indispensabile, ma non è sufficiente. Per poter effettuare l'inserzione bisogna che le tensioni siano identiche (la tensione dell'impianto e quella dell'alternatore da inserire), che le frequenze siano identiche (la frequenza dell'impianto e quella dell'alternatore da inserire) e che esistano le condizioni di sincronismo (ecco qui il nostro strumento).
Vista la necessità pratica di due voltmetri, due frequenzimetri e di un sincronoscopio esiste in commercio una singola apparecchiatura, chiamata gruppo di sincronizzazione, che racchiude tutti gli strumenti sopraelencati.
I voltmetri sono, in genere, ad indicatore orizzontale uno sovrapposto all'altro per poter più agevolmente effettuare la comparazione delle due tensioni. Identica cosa per i due frequenzimetri. Praticamente prima si eguagliano le frequenze (facendo ruotare più o meno velocemente il rotore dell'alternatore) poi si eguagliano le tensioni (si aumenta o si 
diminuisce la corrente negli avvolgimenti rotorici).
Vi faccio notare che se il rotore ruota più velocemente la frequenza aumenta, ma anche la tensione aumenta. Se invece viene aumentata la corrente negli avvolgimenti rotorici soltanto la tensione aumenta.
Quando la frequenza e la tensione sono praticamente identiche si cerca il nostro sincronismo attraverso piccoli aggiustamenti nei parametri precedenti. Appena abbiamo raggiunto il sincronismo possiamo chiudere l'interruttore e da questo momento in poi il nostro generatore è "in parallelo" alla linea.
Il generatore è oramai "in parallelo" alla linea, ma non assorbe e non eroga energia. Per far erogare energia elettrica verso la linea, bisognerà aumentare la spinta agente sul rotore dell'alternatore sincrono. Se invece tendiamo a rallentare il movimento di rotazione dell'alternatore sincrono l'alternatore stesso si comporterà come un motore sincrono erogando potenza meccanica.